# São João do Carú
São João do Carú – miasto i gmina w Brazylii, w Regionie Północno-Wschodnim, w stanie Maranhão.  
Ma powierzchnię 615,69 km². Według danych ze spisu ludności w 2010 roku gmina liczyła 12 309 mieszkańców, a gęstość zaludnienia wynosiła 19,99 osób/km². Dane szacunkowe z 2019 roku podają liczbę 15 808 mieszkańców. 
W 2017 roku produkt krajowy brutto per capita wyniósł 5544,47 reali brazylijskich.
Gminę utworzono w 1994 roku, wcześniej tereny te administracyjnie były przynależne do gminy Bom Jardim.